# Tàngara andina de Santa Marta
La tàngara andina de Santa Marta (Anisognathus melanogenys) és una espècie d'ocell de la família dels tràupidss (Thraupidae). Habita el bosc molsós i altres formacions boscoses de la Sierra Nevada de Santa Marta, al nord de Colòmbia.